# Motherland: Fort Salem
Motherland: Fort Salem é um drama sobrenatural americano criado por Eliot Laurence que estreou na Freeform em 18 de março de 2020. A série é estrelada por Taylor Hickson como Raelle Collar, Jessica Sutton como Tally Craven e Ashley Nicole Williams como Abigail Bellweather, três bruxas recrutadas para o Exército dos EUA. Em maio de 2020, a série foi renovada para uma segunda temporada, que estreou em 22 de junho de 2021. Em agosto de 2021, a série foi renovada para uma terceira e última temporada.

## Premissa
Motherland: Fort Salem segue Raelle Collar, Abigail Bellweather e Tally Craven, três bruxas que são recrutadas para o Exército dos EUA. Elas treinam magia de combate e usam suas cordas vocais para decretar "sementes" ou "sons de sementes", sobrepondo sons vocais para criar feitiços poderosos. A série se passa em um mundo dominado por mulheres, no qual os EUA acabou com a perseguição às bruxas há 300 anos, durante os julgamentos das bruxas em Salém, após um acordo conhecido como Acordo de Salem. O mundo se encontra em conflito com uma organização terrorista conhecida como Spree, um grupo de resistência às bruxas que luta contra o recrutamento de bruxas.

## Elenco

### Principal
- Taylor Hickson [en] como Raelle Collar[7]
- Amalia Holm como Scylla[7][8]
- Demetria McKinney como Anacostia Quartermaine[7]
- Jessica Sutton [en] como Tally Craven[7]
- Ashley Nicole Williams como Abigail Bellweather[7]
- Lyne Renée [en] como Sarah Alder[7][9] (2ª temporada; recorrente na 1ª temporada[a])

### Recorrente
- Catherine Lough Haggquist como Petra Bellweather
- Hrothgar Mathews como Edwin Collar
- Annie Jacob como Glory Moffett,[7]
- Sarah Yarkin como Libba Swythe (1ª temporada),[7][10]
- Sheryl Lee Ralph como Kelly Wade
- Kai Bradbury como Gerit Buttonwood,[7][11]
- Emilie Leclerc como Izadora
- Tony Giroux como Adil
- Kylee Brown como Khalida
- Victor Webster como Blanton Silver (2ª temporada),[12]
- Arlen Aguayo-Stewart como Nicte Batan (2ª temporada),[12]
- Mellany Barrosas como Penelope Silver (2ª temporada),[12]
- Ess Hödlmoser como M (2ª temporada),[12]
- Praneet Akilla como Gregorio (2ª temporada),[12]

### Convidado
- Nick E. Tarabay como Witchfather
- Bernadette Beck como Charvel Bellweather
- Naiah Cummins como Bridey
- Marci T. House como The Imperatrix

## Episódios

### Resumo da série
| Temporada | Temporada | Episódios | Episódios | Originalmente exibido | Originalmente exibido |
| Temporada | Temporada | Episódios | Episódios | Estreia da temporada  | Final da temporada    |
| --------- | --------- | --------- | --------- | --------------------- | --------------------- |
|           | 1         | 10        | 10        | 18 de março de 2020   | 20 de maio de 2020    |
|           | 2         | 10        | 10        | 22 de junho de 2021   | 24 de agosto de 2021  |

### 1.ª temporada (2020)
| N.º na série | N.º na temp. | Título               | Dirigido por      | Escrito por                                                | Exibição original   | Audiência nos EUA (milhões) |
| ------------ | ------------ | -------------------- | ----------------- | ---------------------------------------------------------- | ------------------- | --------------------------- |
| 1            | 1            | "Say the Words"      | Steven A. Adelson | Eliot Laurence                                             | 18 de março de 2020 | 0.462                       |
| 2            | 2            | "My Witches"         | Steven A. Adelson | Eliot Laurence                                             | 25 de março de 2020 | 0.379                       |
| 3            | 3            | "A Biddy's Life"     | Amanda Tapping    | Brian Studler                                              | 1 de abril de 2020  | 0.341                       |
| 4            | 4            | "Hail Beltane"       | Haifaa Al Mansour | Christopher Oscar Peña                                     | 8 de abril de 2020  | 0.245                       |
| 5            | 5            | "Bellweather Season" | MJ Bassett        | Joy Kecken                                                 | 15 de abril de 2020 | 0.289                       |
| 6            | 6            | "Up is Down"         | Rebecca Johnson   | Maria Maggenti                                             | 22 de abril de 2020 | 0.324                       |
| 7            | 7            | "Mother Mycelium"    | Shannon Kohli     | Nicole Avenia & Nikki McCauley                             | 29 de abril de 2020 | 0.243                       |
| 8            | 8            | "Citydrop"           | David Grossman    | Eli Edelson & Joy Kecken                                   | 6 de maio de 2020   | 0.267                       |
| 9            | 9            | "Coup"               | Steven A. Adelson | História por : Maria Maggenti Roteiro por : Eliot Laurence | 13 de maio de 2020  | 0.257                       |
| 10           | 10           | "Witchbomb"          | Steven A. Adelson | Eliot Laurence                                             | 20 de maio de 2020  | 0.313                       |

### 2.ª temporada (2021)
| N.º na série | N.º na temp. | Título                          | Dirigido por     | Escrito por                    | Exibição original    | Audiência nos EUA (milhões) |
| ------------ | ------------ | ------------------------------- | ---------------- | ------------------------------ | -------------------- | --------------------------- |
| 11           | 1            | "Of the Blood"                  | Amanda Tapping   | Eliot Laurence                 | 22 de junho de 2021  | 0.257                       |
| 12           | 2            | "Abomination"                   | Amanda Tapping   | Brian Studler                  | 29 de junho de 2021  | 0.153                       |
| 13           | 3            | "A Tiffany"                     | Shannon Kohli    | Kay Reindl & Erin Maher        | 6 de julho de 2021   | 0.186                       |
| 14           | 4            | "Not Our Daughters"             | Nimisha Mukerji  | Bryan Q. Miller                | 13 de julho de 2021  | 0.153                       |
| 15           | 5            | "Brianna's Favorite Pencil"     | Jason Stone      | Nicole Avenia                  | 20 de julho de 2021  | 0.136                       |
| 16           | 6            | "My 3 Dads"                     | Jem Garrard      | Eli Edelson                    | 27 de julho de 2021  | 0.182                       |
| 17           | 7            | "Irrevocable"                   | Shannon Kohli    | KD Dávila & Will J. Watkins    | 3 de agosto de 2021  | 0.210                       |
| 18           | 8            | "Delusional"                    | Kimani Ray Smith | Kay Reindl & Erin Maher        | 10 de agosto de 2021 | 0.211                       |
| 19           | 9            | "Mother of All, Mother of None" | David Frazee     | Bryan Q. Miller                | 17 de agosto de 2021 | 0.161                       |
| 20           | 10           | "Revolution, Part 1"            | Amanda Tapping   | Eliot Laurence & Brian Studler | 24 de agosto de 2021 | 0.145                       |

## Produção

### Desenvolvimento
O desenvolvimento da série começou em agosto de 2016 sob o título de trabalho Motherland e em 5 de junho de 2018, um piloto foi encomendado. Em 5 de março de 2019, foi anunciado que a Freeform havia dado à produção um pedido direto para a série para uma primeira temporada consistindo de dez episódios. A série foi criada por Eliot Laurence, que também era esperado como produtor executivo ao lado de Will Ferrell, Adam McKay, Kevin Messick, Maria Maggenti e Steven Adelson. O piloto também foi dirigido por Adelson. As produtoras envolvidas na série deveriam incluir Freeform Studios e Gary Sanchez Productions. Em 14 de maio de 2019, um trailer oficial da série foi lançado. A série estreou em 18 de março de 2020. Em 19 de maio de 2020, a Freeform renovou a série para uma segunda temporada, que estreou em 22 de junho de 2021.
David J. Peterson juntamente com Jessie Sams criou a língua conhecida como Méníshè, que é falada no programa pelos Tarim, e é descrita como uma "antiga língua das bruxas". Laurence e sua equipe conheciam Peterson de seu trabalho anterior em Game of Thrones e o contrataram para criar a linguagem para o show.
Em 23 de agosto de 2021, a Freeform renovou a série para uma terceira e última temporada.

### Seleção de elenco
Junto com o anúncio inicial da série, foi relatado que Taylor Hickson, Jessica Sutton, Amalia Holm e Demetria McKinney haviam sido escaladas para papéis regulares na série. Kelcey Mawema, uma das líderes do piloto original, foi escalada novamente. Em 28 de março de 2019, foi anunciado que Ashley Nicole Williams havia substituído Kelcey Mawema. Em 9 de agosto de 2019, foi anunciado que Bernadette Beck seria uma estrela convidada na série. Em 24 de setembro de 2019, foi anunciado que Kai Bradbury se juntaria ao elenco em um papel recorrente. Em 28 de janeiro de 2020, Sarah Yarkin foi escalada em uma capacidade recorrente. Em 19 de maio de 2020, Lyne Renée foi promovida como regular da série para a segunda temporada. Em 27 de maio de 2021, Victor Webster, Mellany Barros, Praneet Akilla, Ess Hödlmoser e Arlen Aguayo foram escalados para papéis recorrentes na segunda temporada.

### Filmagens
As filmagens para o piloto ocorreram em julho de 2018. A fotografia principal da primeira temporada começou em 22 de abril de 2019 e terminou em 23 de agosto de 2019, em Vancouver, Columbia Britânica. As filmagens ocorreram na área de Cloverdale de Surrey, Colúmbia Britânica, de 9 a 10 de maio de 2019. As filmagens para a segunda temporada começaram em 9 de outubro de 2020 e terminaram em 1 de abril de 2021. As filmagens da terceira temporada estão programadas para começar em 2 de novembro de 2021 e terminar em 4 de março de 2022.

## Lançamentos internacionais
Internacionalmente, o show vai ao ar na Fox8 na Austrália, transmite no Showmax na África do Sul, e é exclusivo para a BBC Three e BBC iPlayer no Reino Unido sob o título Fort Salem.
Desde 20 de novembro de 2020, ela foi lançada pela Amazon Prime na França, Alemanha, Itália e Espanha. Na América Latina, a série foi lançada exclusivamente pelo Star+ em 22 de dezembro de 2021.

## Música
A música da série é composta por Brandon Roberts. O álbum da primeira temporada foi lançado em 20 de março de 2020.
| Motherland: Fort Salem (Original Score) |                                        |                 |         |  |
| N.º                                     | Título                                 | Artist(s)       | Duração |  |
| 1.                                      | "Motherland: Fort Salem (Main Título)" | Brandon Roberts | 1:11    |  |
| 2.                                      | "The Spree"                            | Brandon Roberts | 1:24    |  |
| 3.                                      | "Blue Rose (Friendship Theme)"         | Brandon Roberts | 2:19    |  |
| 4.                                      | "Raelle and Scylla"                    | Brandon Roberts | 2:00    |  |
| 5.                                      | "The Bellweather Legacy"               | Brandon Roberts | 1:27    |  |
| 6.                                      | "Ballons!"                             | Brandon Roberts | 3:00    |  |
| 7.                                      | "Aftermath"                            | Brandon Roberts | 1:29    |  |
| 8.                                      | "Refugees"                             | Brandon Roberts | 0:57    |  |
| 9.                                      | "The Unbearable Sadness of Porter"     | Brandon Roberts | 1:53    |  |
| 10.                                     | "Missing Salva"                        | Brandon Roberts | 1:30    |  |
| 11.                                     | "War College"                          | Brandon Roberts | 1:19    |  |
| 12.                                     | "Finding Raelle"                       | Brandon Roberts | 2:02    |  |
| 13.                                     | "Saving Khalida"                       | Brandon Roberts | 2:05    |  |
| 14.                                     | "Scylla Revealed"                      | Brandon Roberts | 2:10    |  |
| 15.                                     | "Truck Stop"                           | Brandon Roberts | 2:43    |  |
| 16.                                     | "Remembrance"                          | Brandon Roberts | 1:22    |  |
| 17.                                     | "Slaughter"                            | Brandon Roberts | 2:12    |  |
| 18.                                     | "One Less Witch in the World"          | Brandon Roberts | 1:23    |  |
| 19.                                     | "Presidential Address"                 | Brandon Roberts | 2:39    |  |
| 20.                                     | "Mother and Daughter"                  | Brandon Roberts | 1:20    |  |
| 21.                                     | "the Carmarilla"                       | Brandon Roberts | 2:51    |  |
| 22.                                     | "Witchbomb"                            | Brandon Roberts | 0:53    |  |

## Recepção
No Rotten Tomatoes, a série tem uma taxa de aprovação de 69% com base em análises de 16 críticos, com uma classificação média de 6,37/10. O consenso crítico do site afirma: "Apesar de um bom elenco e configuração impressionante, as ideias ambiciosas de Motherland: Fort Salem são oprimidas pelo excesso de tudo isso." No Metacritic, tem uma pontuação média ponderada de 49 de 100, com base em avaliações de 7 críticos, indicando "avaliações mistas ou médias".